# Cratere Maraldi (Marte)
Maraldi  è un cratere sulla superficie di Marte.
Il cratere è dedicato all'astronomo Giacomo Filippo Maraldi.